# العلاقات السودانية اليونانية
العلاقات السودانية اليونانية هي العلاقات الثنائية التي تجمع بين السودان واليونان.

## مقارنة بين البلدين
هذه مقارنة عامة ومرجعية للدولتين:
| وجه المقارنة                                              | السودان                     | اليونان                                                                             |
| --------------------------------------------------------- | --------------------------- | ----------------------------------------------------------------------------------- |
| المساحة (كم2)                                             | 1.89 مليون                  | 131.96 ألف                                                                          |
| عدد السكان (نسمة)                                         | 40.53 مليون                 | 10.76 مليون                                                                         |
| الكثافة السكانية (ن./كم²)                                 | 21.44                       | 81.54                                                                               |
| العاصمة                                                   | الخرطوم                     | أثينا، نافبليو                                                                      |
| اللغة الرسمية                                             | اللغة العربية، لغة إنجليزية | لغة يونانية، اليونانية الديموطيقية ‏                                                 |
| العملة                                                    | جنيه سوداني                 | يورو، دراخما، فينيكس يوناني ‏                                                        |
| الناتج المحلي الإجمالي (بليون دولار)                      | 117.49 مليار                | 200.29 مليار                                                                        |
| الناتج المحلي الإجمالي (تعادل القوة الشرائية) بليون دولار | 176.55 مليار                | 285.45 مليار                                                                        |
| الناتج المحلي الإجمالي الاسمي للفرد دولار أمريكي          | 2.41 ألف                    | 18.00 ألف                                                                           |
| الناتج المحلي الإجمالي للفرد دولار أمريكي                 | 4.07 ألف                    | 26.85 ألف                                                                           |
| مؤشر التنمية البشرية                                      | 0.479                       | 0.865                                                                               |
| رمز المكالمات الدولي                                      | +249                        | +30                                                                                 |
| رمز الإنترنت                                              | سودان                       | .gr                                                                                 |
| المنطقة الزمنية                                           | ت ع م+03:00، ت ع م+02:00    | توقيت شرق أوروبا، ت ع م+02:00، ت ع م+03:00، توقيت شرق أوروبا الصيفي ‏، أوروبا/أثينا ‏ |

## منظمات دولية مشتركة
يشترك البلدان في عضوية مجموعة من المنظمات الدولية، منها:
| علم المنظمة | اسم المنظمة                               | تاريخ انضمام السودان | تاريخ انضمام اليونان |
| ----------- | ----------------------------------------- | -------------------- | -------------------- |
|             | الاتحاد البريدي العالمي                   | ?                    | ?                    |
|             | يونسكو                                    | 26 نوفمبر 1956       | 4 نوفمبر 1946        |
|             | البنك الدولي للإنشاء والتعمير             | 5 سبتمبر 1957        | 27 ديسمبر 1945       |
|             | وكالة ضمان الاستثمار متعدد الأطراف        | 7 نوفمبر 1991        | 30 أغسطس 1993        |
|             | الاتحاد الدولي للاتصالات                  | 23 أكتوبر 1957       | 1866                 |
|             | منظمة الشرطة الجنائية الدولية             | ?                    | ?                    |
|             | مؤسسة التمويل الدولية                     | 21 أكتوبر 1960       | 26 سبتمبر 1957       |
|             | الأمم المتحدة                             | 12 نوفمبر 1956       | 25 أكتوبر 1945       |
|             | مؤسسة التنمية الدولية                     | 24 سبتمبر 1960       | 9 يناير 1962         |
|             | الفريق المعني برصد الأرض                  | ?                    | ?                    |
|             | منظمة حظر الأسلحة الكيميائية              | ?                    | ?                    |
|             | المركز الدولي لتسوية المنازعات الاستشارية | 9 مايو 1973          | 21 مايو 1969         |

## وصلات خارجية
- موقع وزارة الخارجية السودانية
- موقع وزارة الخارجية اليونانية